# Oxalis
Le Ossalidi (Oxalis L., 1753) sono un genere di piante angiosperme dicotiledoni della famiglia delle Oxalidacee.
È il genere più ampio della famiglia: delle circa 600 specie assegnate alle Oxalidaceae oltre 500 appartengono al genere Oxalis.

## Descrizione

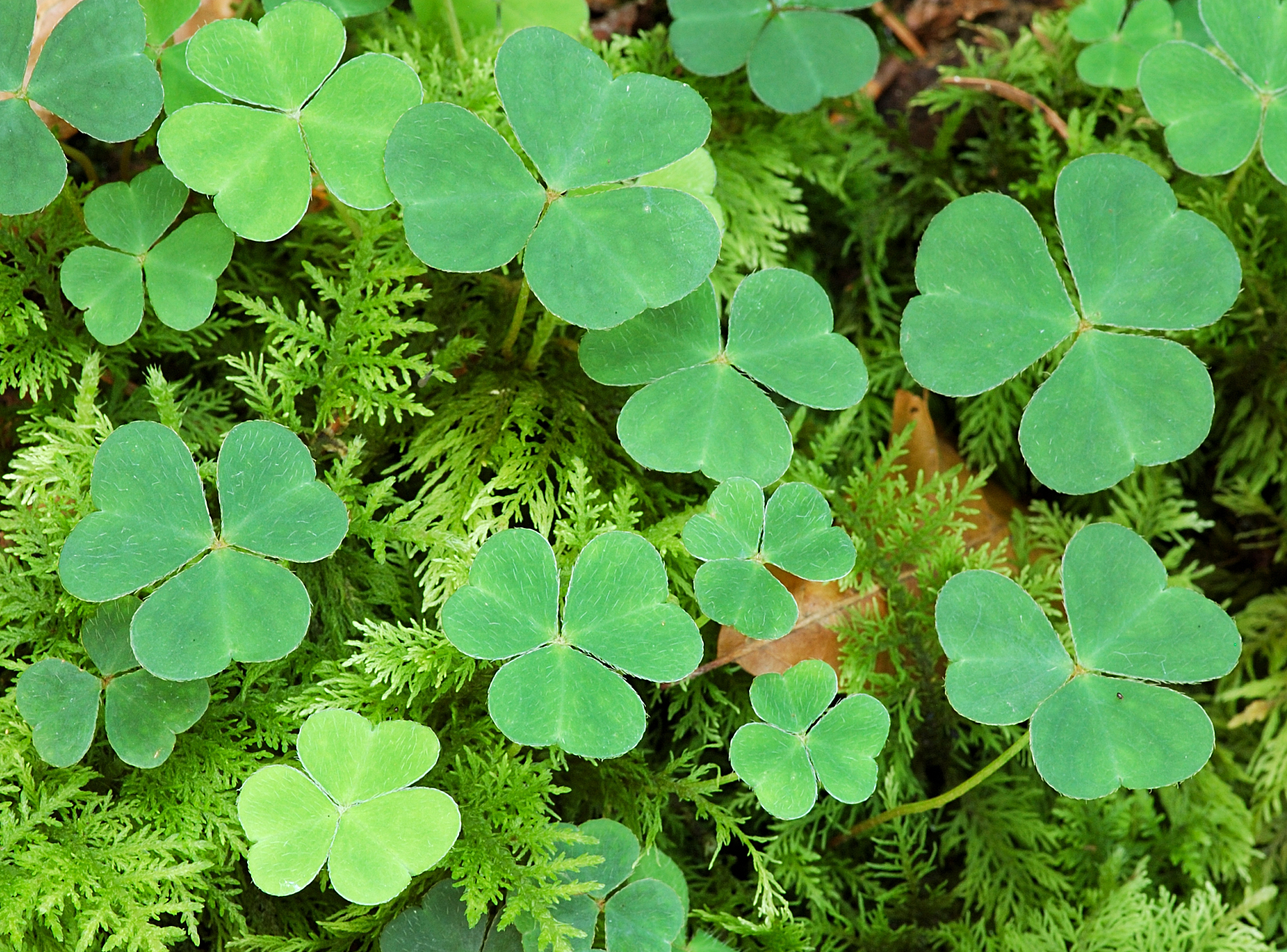
Oxalis articulata

Il genere comprende piante annuali o perenni.
La caratteristica distintiva sono le foglie trifoliate (tranne che in alcune specie quali Oxalis tetraphylla che è tetrafoliata), in cui ciascuna fogliolina ha la forma di un cuore la cui punta è costituita dal picciolo. In genere le foglie si aprono durante il giorno e si ripiegano durante la notte.
Gli steli hanno un gusto acidulo caratteristico, legato alla presenza di acido ossalico.
I fiori hanno 5 petali a forma di coppa, il cui colore varia, a seconda delle specie, dal giallo, al rosa al rosso. La fioritura avviene in genere in aprile-maggio.
I frutti sono delle capsule che contengono diversi semi.
Le radici sono spesso tuberose e parecchie specie si propagano mediante bulbilli.

## Distribuzione e habitat
Il genere ha una distribuzione cosmopolita, fatta eccezione per le aree polari. Le zone più ricche di biodiversità sono il Brasile, il Messico ed il Sudafrica.

## Tassonomia
Il genere Oxalis comprende oltre 500 specie
Per comodità vengono talora divise in due gruppi: le specie che hanno foglie composte da più di tre foglioline (come Oxalis tetraphylla, con 4 foglioline o Oxalis enneaphylla, con oltre 20 foglioline); e le specie che hanno le foglie sempre trifogliate. È possibile poi creare dei sottogruppi a seconda che le specie siano acauli o provviste di fusto. 
In Italia esistono 15 specie, spontanee e naturalizzate: 
- Oxalis acetosella L. - acetosella dei boschi
- Oxalis articulata Savigny - acetosella rizomatosa
- Oxalis bowiei G.Don. - acetosella di Bowie
- Oxalis corniculata L. - acetosella dei campi
- Oxalis debilis Kunth - acetosella corimbosa
- Oxalis dillenii Jacq. - acetosella di Dillenius
- Oxalis incarnata L. - acetosella rosa pallido
- Oxalis latifolia Kunth - acetosella maggiore
- Oxalis megalorrhiza Jacq. - acetosella gialla carnosa
- Oxalis pes-caprae L. - acetosella gialla
- Oxalis purpurata Jacq. - acetosella rossa
- Oxalis purpurea L. - acetosella purpurea
- Oxalis stricta L. - acetosella minore
- Oxalis tetraphylla Cav. - acetosella a quattro foglioline
- Oxalis violacea  - acetosella violacea

### Alcune specie

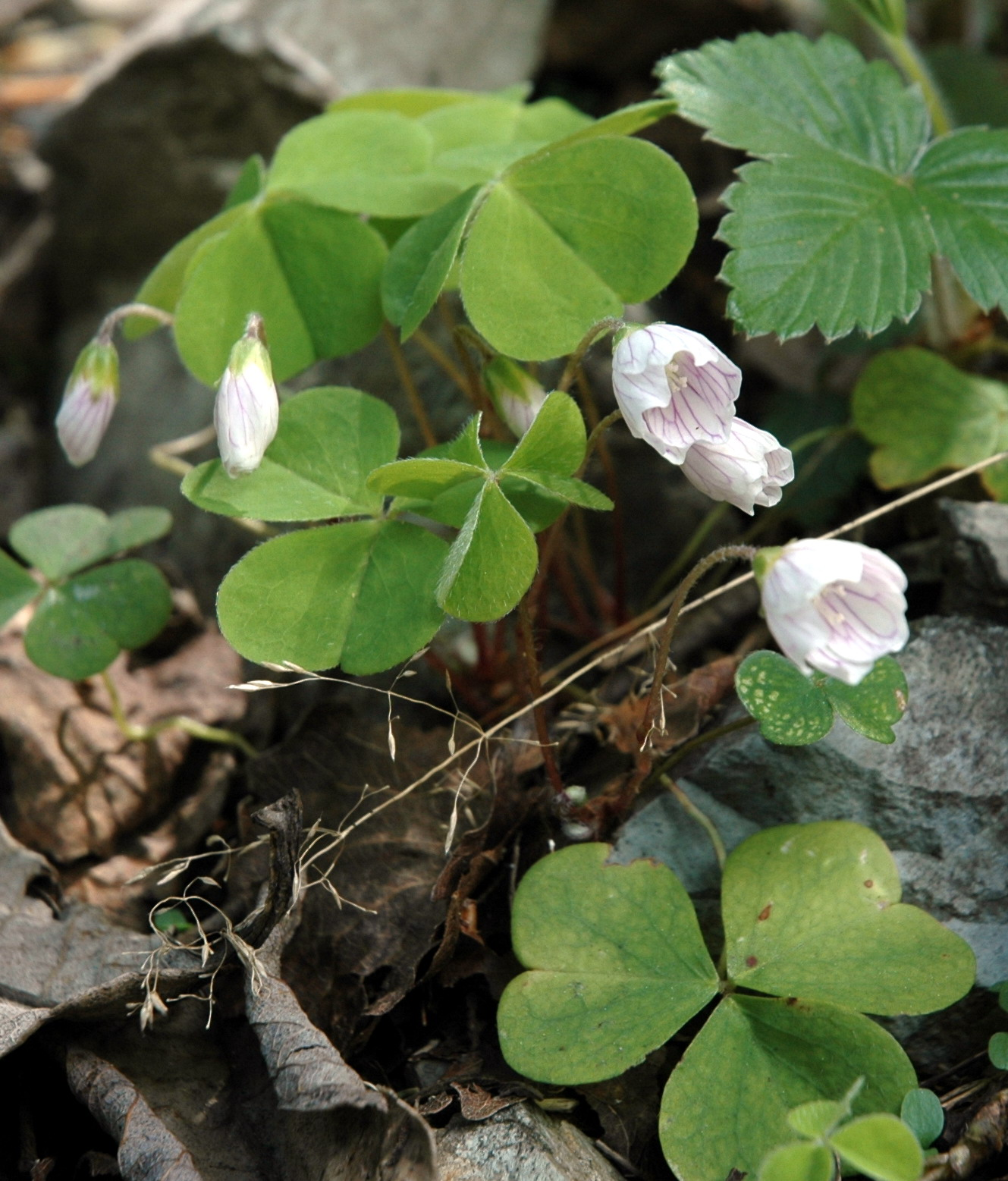
Oxalis acetosella
Oxalis adenophylla
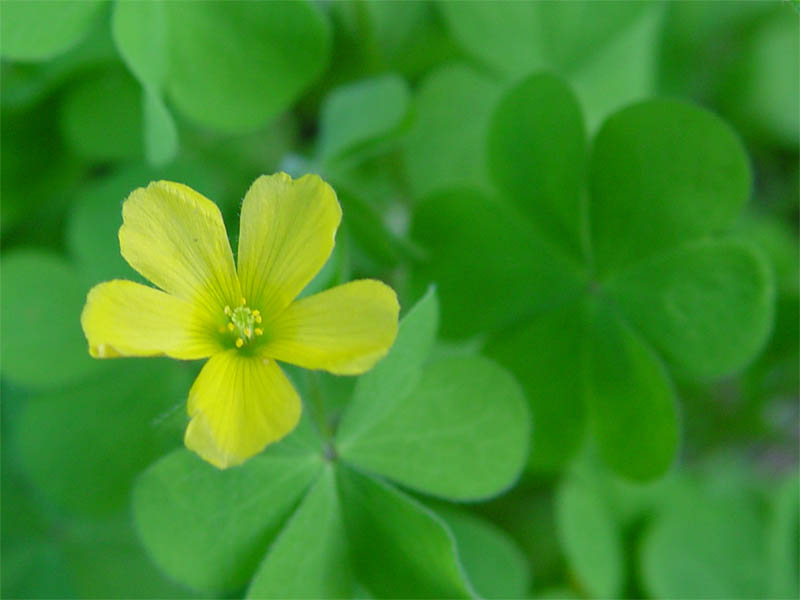
Oxalis albicans
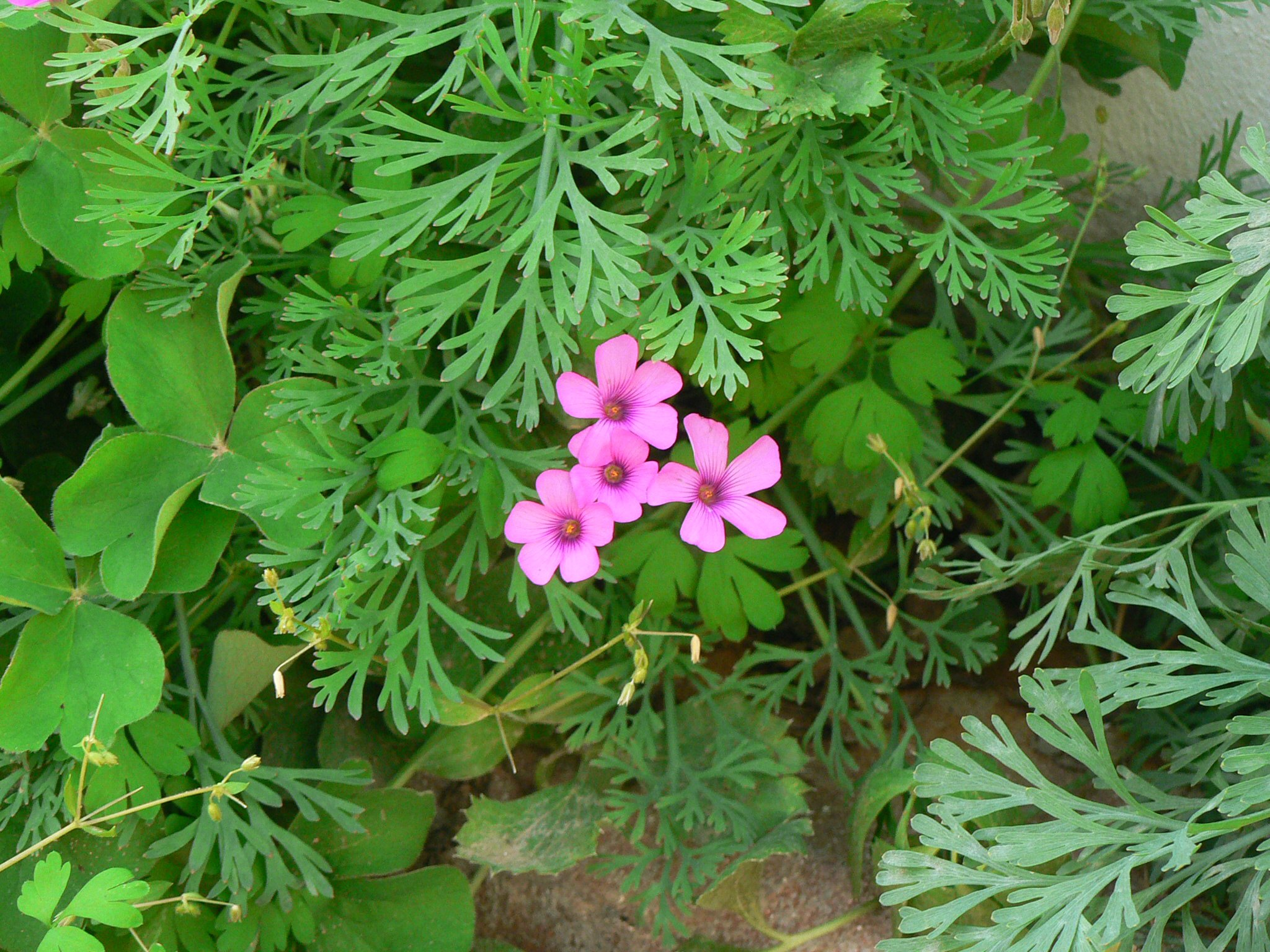
Oxalis articulata
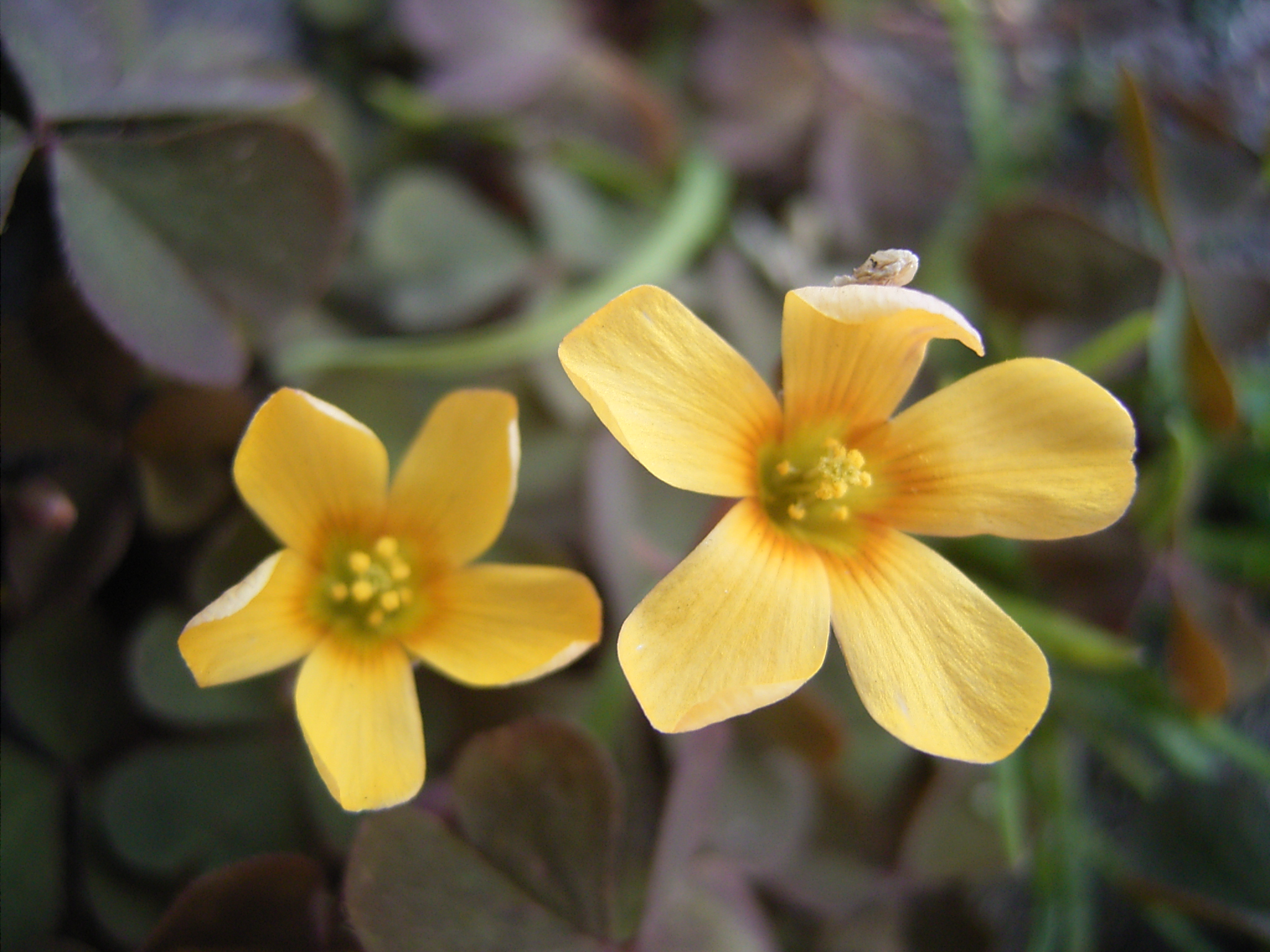
Oxalis corniculata
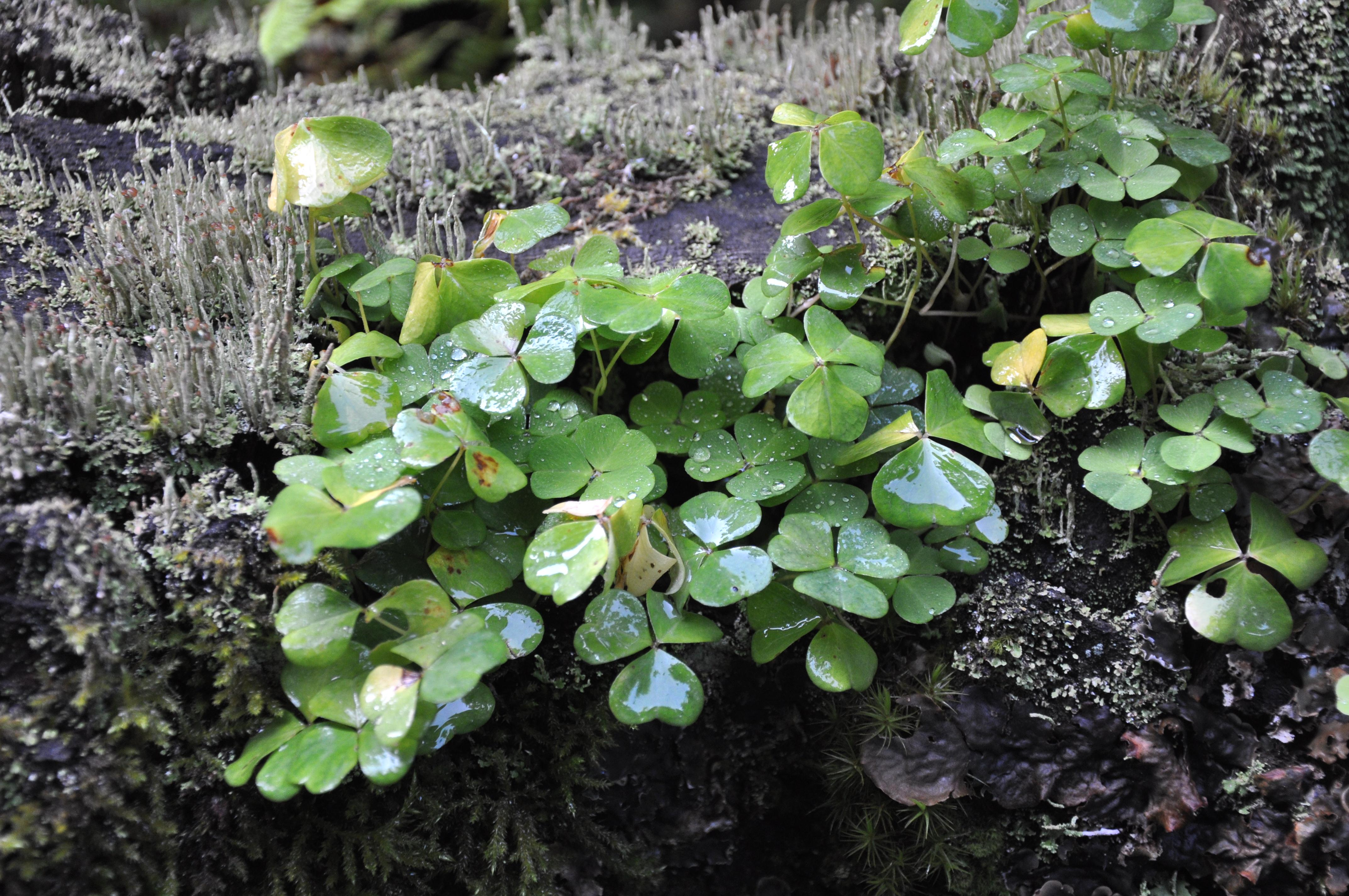
Oxalis dillenii
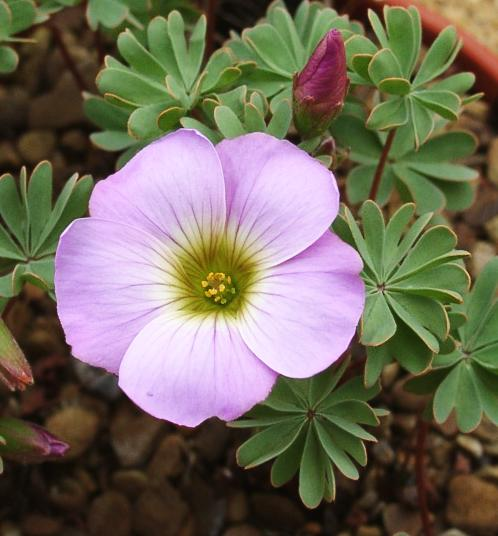
Oxalis enneaphylla
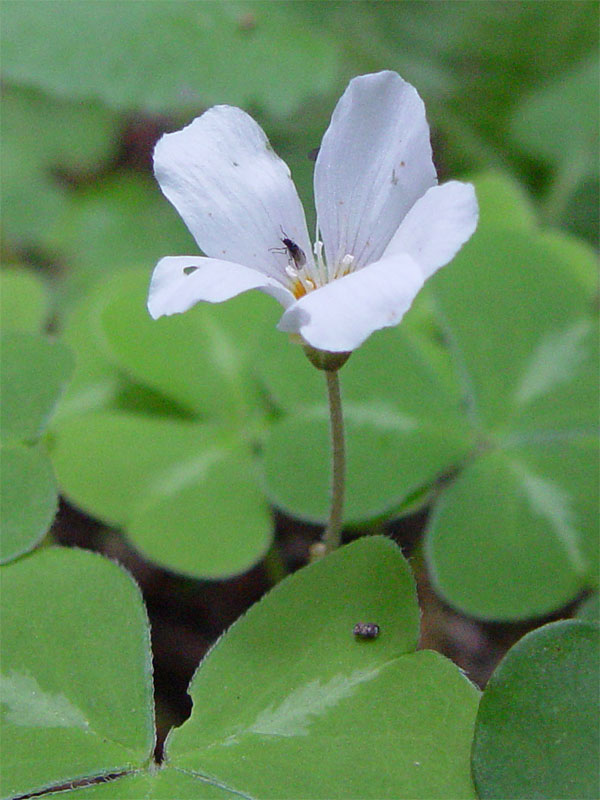
Oxalis oregana
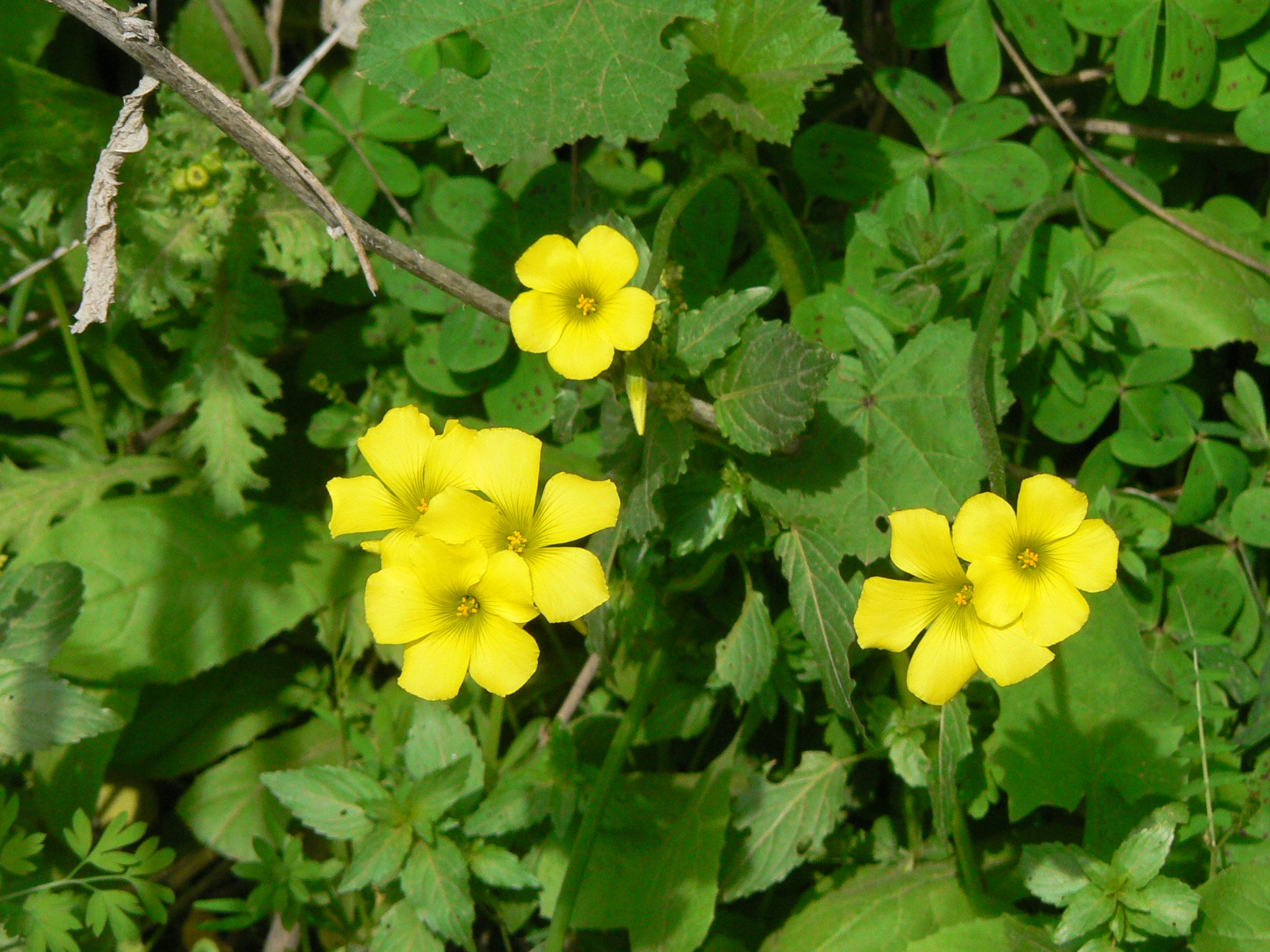
Oxalis pes-caprae
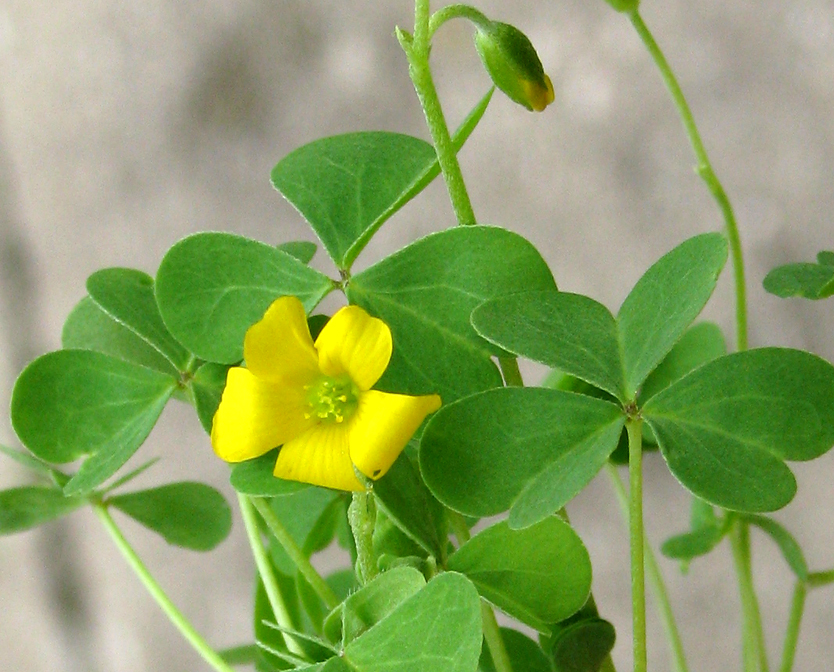
Oxalis stricta
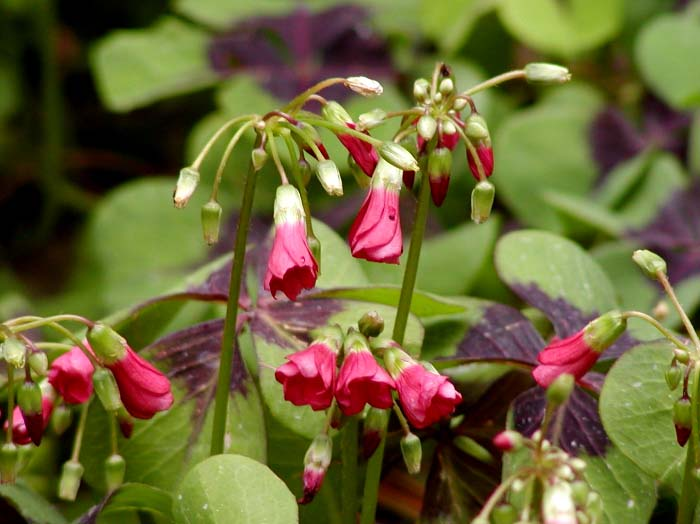
Oxalis tetraphylla
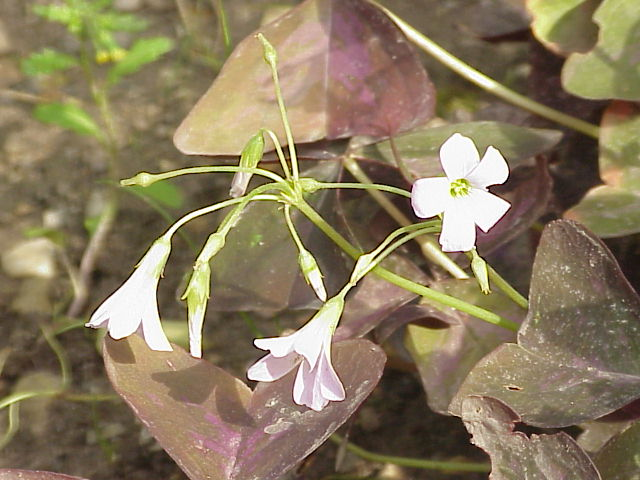
Oxalis triangularis
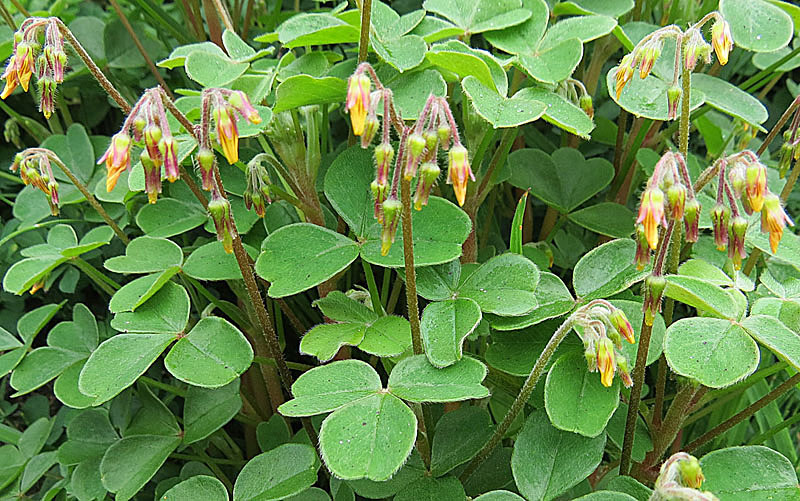
Oxalis tuberosa
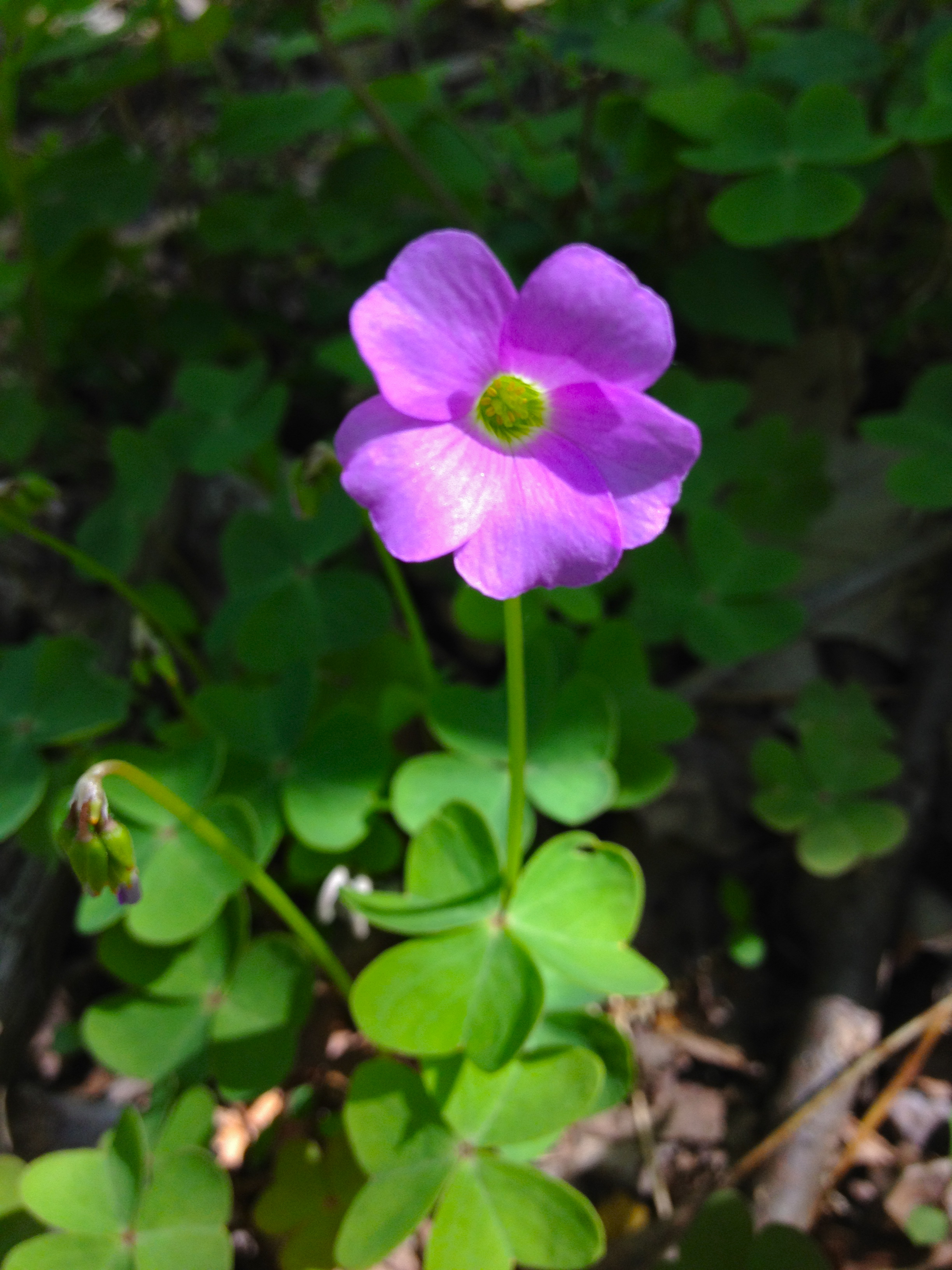
Oxalis violacea
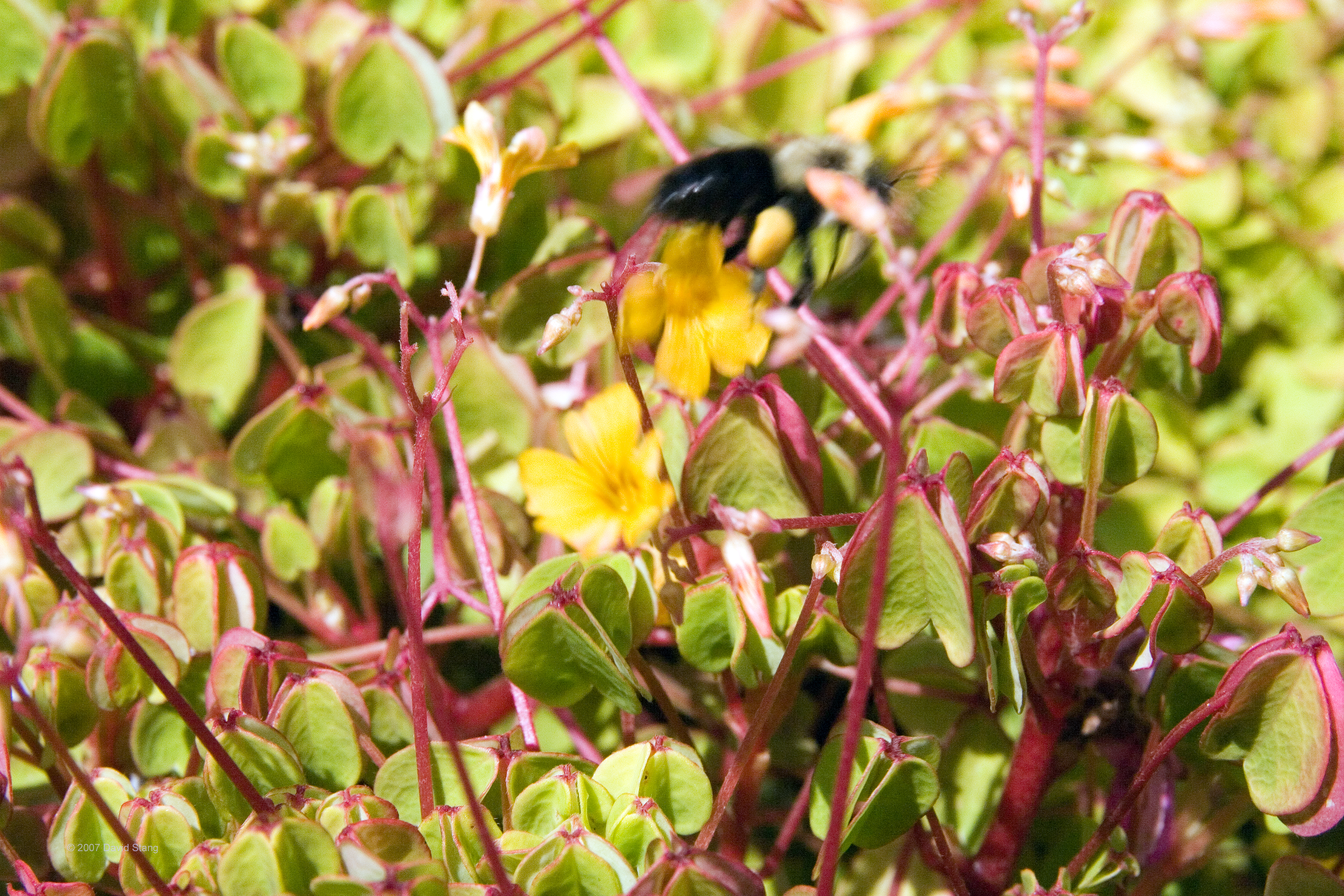
Oxalis vulcanicola

## Usi
Alcune specie sono coltivate quali piante ornamentali mentre altre, in particolare Oxalis pes-caprae, sono considerate piante infestanti.